# Bisel (música)

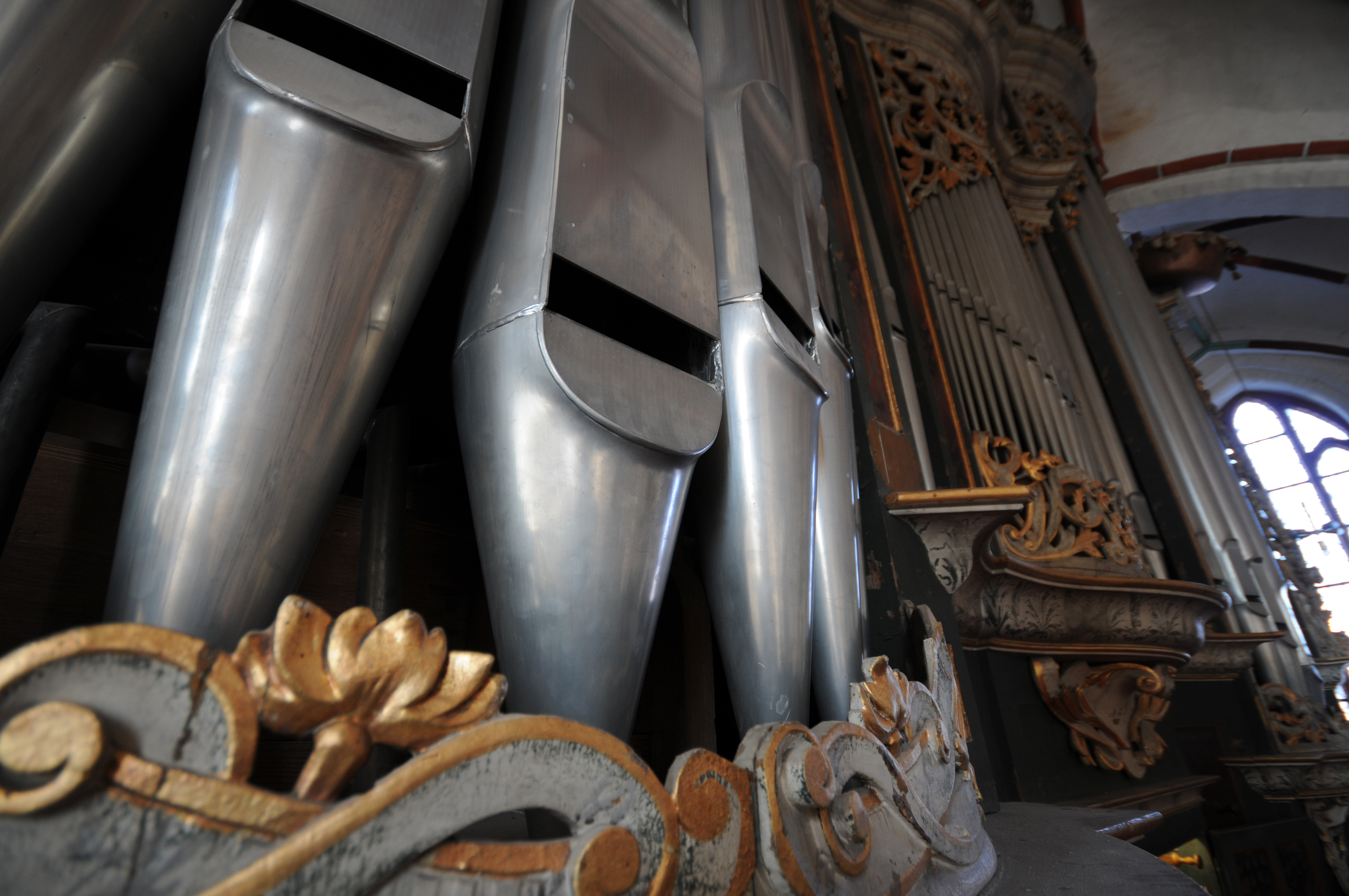
Bisel de un órgano.

Se dice que un instrumento musical vibra por bisel, cuando en una superficie afilada enviamos una columna de aire, la cual la mitad entra dentro, y la otra mitad va fuera.

## Características
Los instrumentos que se comportan así pertenecen a la familia de las flautas, incluyendo la flauta de Pan, pero también se da en las ocarinas, los silbatos y la mayoría de los tubos de órgano.  La corriente de aire, que puede ir canalizada a través de una embocadura (como en las flautas dulces) o directamente desde los labios del instrumentista (como en la  flauta travesera), es la que se pone  en la pared del instrumento después de chocar contra el borde del tubo. El desplazamiento del aire puede provenir de la boca, algunas veces, de la nariz, o bien a través de un fuelle mecánico.

## Tipología
El tipo de bisel puede ser
- Tallado en una ventana, como en la flauta dulce.
- Muescas de diferentes formas como las talladas sobre los rebordes de las cañas de la quena de los Andes peruanos.
- Anular, como la de la desembocadura de la flauta travesera.